# 3. Fußball-Liga
Die 3. Liga ist die dritthöchste Spielklasse im Meisterschaftssystem des deutschen Männer-Fußballs. Sie wurde zur Saison 2008/09 als neue Profi-Liga zwischen der 2. Bundesliga und der Regionalliga eingeführt.

## Geschichte

Logo der 3. Liga von 2008 bis 2014

Im Januar 2006 kam die Diskussion um eine Neuordnung der Amateurligen und die Gründung einer eingleisigen „3. Bundesliga“ auf. Ziel der Reform war es, eine größere Leistungsdichte für den Unterbau der 2. Bundesliga mit besseren Förder- und Entwicklungsmöglichkeiten für talentierte Spieler zu schaffen. Zudem sollte eine bessere Vermarktung der dritten Spielklasse erreicht werden. Heftiger Streit entbrannte im Vorfeld der für September 2006 anberaumten Entscheidung auf dem DFB-Bundestag um die Teilnahme von zweiten Mannschaften der Erst- und Zweitligisten. Nachdem die U-23-Mannschaften der Profivereine aus Gründen der Wettbewerbsverzerrung und niedriger Zuschauerzahlen zunächst nicht an der neu geschaffenen Liga teilnehmen sollten, forderten mehrere Bundesligaklubs ein uneingeschränktes Teilnahmerecht. Letztlich wurde ein Kompromiss ausgearbeitet, der vorsah, dass zunächst lediglich vier Zweitvertretungen in der Premierensaison der 3. Liga spielen dürfen. Am 8. September 2006 wurde schließlich auf einem außerordentlichen DFB-Bundestag die Einführung der eingleisigen 3. Liga beschlossen. Für die Premierensaison konnten sich je zur Hälfte Klubs der bestehenden Regionalligen Nord und Süd qualifizieren, hinzu kamen vier Absteiger aus der 2. Bundesliga. Vorerst wird die dritte deutsche Fußball-Spielklasse vom DFB getragen und verwaltet und ist somit seit der Saison 2008/09 die höchste Spielklasse, die ausschließlich vom DFB veranstaltet wird. Da die DFL für die Veranstaltung der Bundesligen zuständig ist, trägt die neue Klasse nicht den Namen 3. Bundesliga. Am 10. April 2008 stellte der DFB der Öffentlichkeit das Logo für die neue Spielklasse vor.

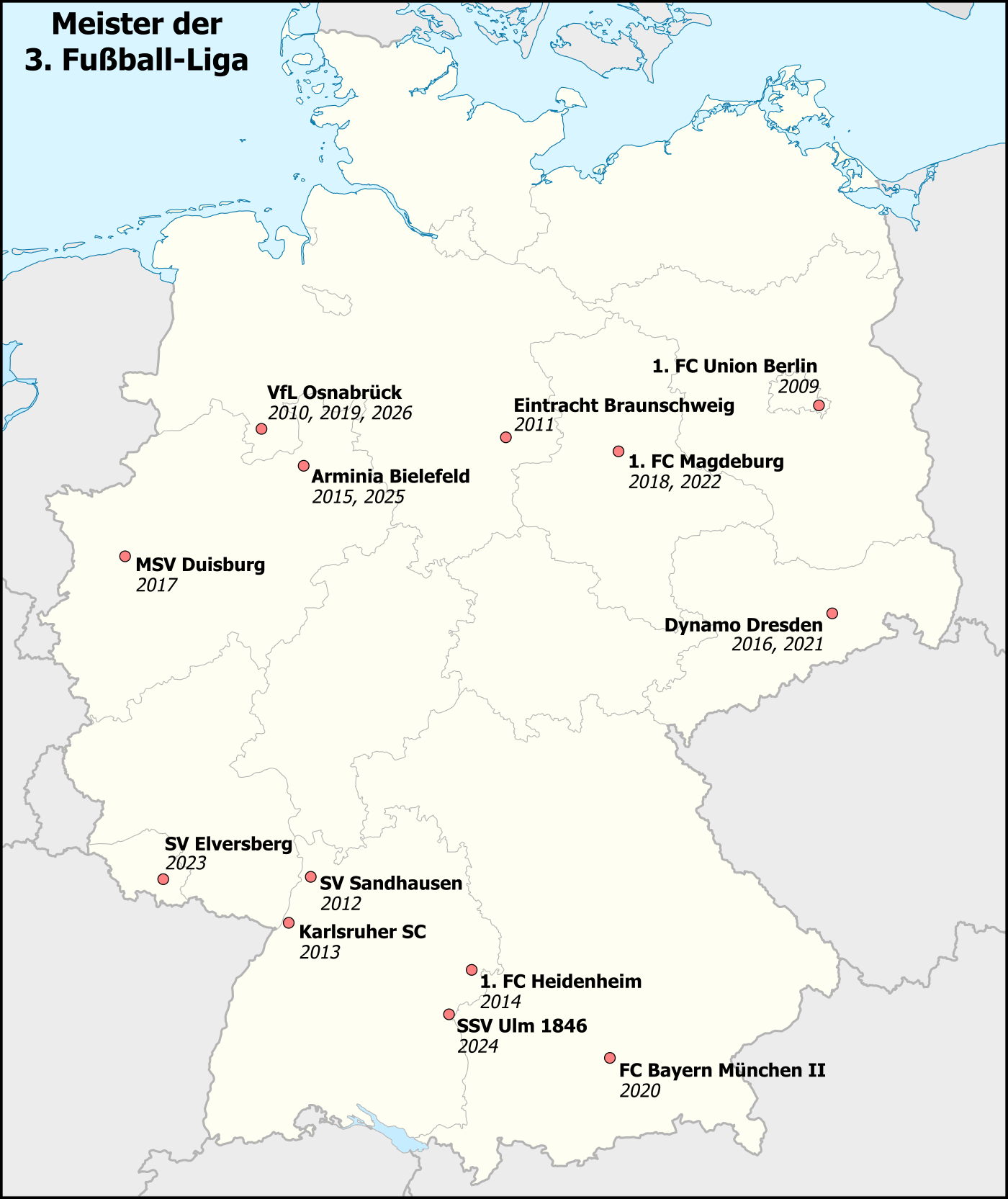
Karte der Meister der 3. Liga

Anders als bei der Einführung der 2. Liga im Jahr 1974 oder der Zusammenführung der Nord- und Südstaffel zur eingleisigen 2. Bundesliga zur Saison 1981/82 gab es bei der Ermittlung der Teilnehmer für die erste Spielzeit der neuen 3. Liga keine Mehrjahreswertung. Es galt ausschließlich das Abschneiden der Mannschaften im Qualifikationszeitraum der Regionalligasaison 2007/08. Die Mannschaften, die sich auf den Plätzen drei bis zehn der Abschlusstabellen der beiden Regionalligastaffeln befanden, waren sportlich für die 3. Liga qualifiziert. Hinzu kamen die vier Zweitligaabsteiger der Saison 2007/08. Die nach Abschluss des Zulassungsverfahrens nicht für die neue Spielklasse qualifizierten Regionalligisten traten in der neuen dreigleisigen viertklassigen Regionalliga an, sofern ihnen hierfür eine Lizenz erteilt wurde.
Das Premierenspiel der 3. Liga bestritten am 25. Juli 2008 um 20:30 Uhr im Erfurter Steigerwaldstadion der FC Rot-Weiß Erfurt und die SG Dynamo Dresden. Das Spiel endete 0:1 und wurde live im MDR-Fernsehen übertragen. Erster Torschütze der 3. Liga wurde Halil Savran, erster Tabellenführer der SC Paderborn 07. Erster Meister der 3. Liga wurde am 9. Mai 2009 der 1. FC Union Berlin, der den achteinhalb Kilogramm schweren Meisterpokal aus Silber erhielt.
In der Saison 2018/19 wurden erstmals in der Geschichte der 3. Liga vier Absteiger ermittelt, außerdem fanden erstmals regelmäßig Montagsspiele statt. Ferner konnte sich zum ersten Mal keine U-23-Mannschaft eines höherklassigen Vereins für die Liga qualifizieren. Durch den Abstieg des letzten Drittliga-Gründungsmitglieds FC Rot-Weiß Erfurt in der Vorsaison nahm erstmals keine Mannschaft mehr am Spielbetrieb teil, die seit der Gründung ununterbrochen der Liga angehörte. Darüber hinaus schlossen der DFB und Adidas mit Beginn der Saison 2018/2019 einen bis zum Ende der Saison 2021/2022 gültigen Partnervertrag, laut welchem das Unternehmen einen einheitlichen Spielball stellt; in allen vorangegangenen Spielzeiten hatte jeder Verein seinen eigenen Ballsponsor. Der erste von Adidas für alle Klubs gestellte Ball war der Telstar 18, welcher auch bei der WM 2018 zum Einsatz kam.

Logo der 3. Liga ab der Saison 2019/20

Zur Spielzeit 2019/20 wurden, analog zu den beiden Bundesligen, Verwarnungen für Vereinsoffizielle in Form von Karten eingeführt. Zum 13. Spieltag erweiterte der DFB die Regelung um einen Zusatz – wie bei Spielern drohen Vereinsoffiziellen nach einem Platzverweis nach Prüfung durch die zuständige Instanz auch Sperren von mehr als einem Spiel, darüber hinaus auch Gelbsperren. Angesichts der globalen COVID-19-Pandemie musste der Spielbetrieb nach 27 absolvierten Spieltagen zum 11. März 2020 zuerst vorläufig und ab dem 16. März schließlich vollständig eingestellt werden; die Maßnahme galt zunächst bis mindestens zum 30. April desselben Jahres. Am 3. April gab der DFB daraus resultierend umfassende Änderungen der Spielordnung bekannt. So war unter anderem eine eventuelle Durchführung des Saisonbetriebs auch über den 30. Juni 2020 hinaus möglich, die Folgesaison wurde daher zu einem späteren als dem geplanten Zeitpunkt eröffnet. Letztendlich fand der finale Spieltag am 4. Juli 2020 statt. Darüber hinaus hätte ein eventueller Antrag auf Eröffnung eines Insolvenzverfahrens innerhalb der Saison 2019/20 keinen Punktabzug mehr nach sich gezogen, in der folgenden Spielzeit würden anstatt der sonst üblichen neun lediglich drei Punkte abgezogen; ab der Saison 2021/22 soll wieder die übliche Regelung greifen. Am 21. Mai beschloss man die Wiederaufnahme des Spielbetriebs zum 30. Mai, DFB und DFL hatten mithilfe der „Task Force Sportmedizin/Sonderspielbetrieb“ ein Hygienekonzept für alle drei Ligen erarbeitet. Parallel zu den beiden Bundesligen wurde vor den ersten Partien auch durch den DFB für die 3. Liga bis zum Saisonende das Auswechselkontingent pro Mannschaft von drei auf fünf Spieler erhöht, ebenso war in der dritthöchsten deutschen Spielklasse keine Austragung vor Zuschauern erlaubt.
Während vom Start der Saison 2020/21 an unter Auflagen zunächst geringe Zahlen von Zuschauern erlaubt waren, wurde in einer ligainternen Umfrage beschlossen, das Auswechselkontingent wieder auf drei Spieler zu begrenzen. Ab dem 9. Spieltag musste hingegen analog zu anderen deutschen Ligen wieder ein Zuschauerausschluss angeordnet werden, die erneute Erhöhung des Wechselkontingents auf fünf Spieler je Mannschaft griff zum Rückrundenstart. Nachdem im Juni 2020 der 1. FC Kaiserslautern ein Insolvenzverfahren in Eigenverantwortung eröffnet hatte, zog mit dem KFC Uerdingen 05 nach dem Jahreswechsel bereits der zweite Klub nach.

## Spielmodus
| Saison  | Drittliga-Meister      |
| ------- | ---------------------- |
| 2008/09 | 1. FC Union Berlin     |
| 2009/10 | VfL Osnabrück          |
| 2010/11 | Eintracht Braunschweig |
| 2011/12 | SV Sandhausen          |
| 2012/13 | Karlsruher SC          |
| 2013/14 | 1. FC Heidenheim       |
| 2014/15 | Arminia Bielefeld      |
| 2015/16 | Dynamo Dresden         |
| 2016/17 | MSV Duisburg           |
| 2017/18 | 1. FC Magdeburg        |
| 2018/19 | VfL Osnabrück          |
| 2019/20 | FC Bayern München II   |
| 2020/21 | Dynamo Dresden         |
| 2021/22 | 1. FC Magdeburg        |
| 2022/23 | SV Elversberg          |
| 2023/24 | SSV Ulm 1846           |
| 2024/25 | Arminia Bielefeld      |

Seit der ersten Saison 2008/09 spielen 20 Vereine um den Aufstieg in die 2. Bundesliga. Die ersten beiden Mannschaften steigen direkt auf, der Tabellendritte muss in der Relegation gegen den Drittletzten der 2. Bundesliga in zwei Entscheidungsspielen um den Aufstieg spielen. Die vier (bis zur Saison 2017/18 drei) letztplatzierten Vereine steigen in die viertklassige Regionalliga ab und werden durch vier (bis 2018/19 drei) Aufsteiger aus den Regionalligen ersetzt. Die vier besten Teams der Liga qualifizieren sich für den DFB-Pokal.
Im Gründungsjahr konnten sich maximal vier zweite Mannschaften von Vereinen der beiden Bundesligen für die 3. Liga qualifizieren. Diese Regelung wurde danach jedoch ausgesetzt. Hätte es dadurch zu viele zweite Mannschaften in der 3. Liga gegeben, wären 2010 die Regularien diesbezüglich überprüft worden. Es waren aber in den ersten drei Spielzeiten nie mehr als vier Zweitvertretungen gleichzeitig in der Liga. Im Gegenzug verzichteten die Vereine der Bundesligen auf das Recht, mit ihren zweiten Mannschaften im DFB-Pokal-Wettbewerb anzutreten. Zudem steht den Zweitvertretungen kein Anteil an den Fernsehgeldern zu.

## U23-Regelung und Zweitmannschaften
Die Mannschaften der 3. Liga sind verpflichtet, zu jedem Spiel mindestens vier Spieler auf dem Spielberichtsbogen (Spieltagskader) anzuführen, die für eine DFB-Auswahlmannschaft spielberechtigt und während des gesamten Spieljahres (1. Juli bis 30. Juni) nicht älter als 23 Jahre sind, also in der Saison 2025/26 nach dem 30. Juni 2002 geboren wurden (U-23-Spieler).
Für Zweitmannschaften von Lizenzvereinen (Bundesliga und 2. Bundesliga) hatte der DFB bereits zur Saison 2005/06 beschlossen, dass diese grundsätzlich nur Spieler einsetzen dürfen, die während des gesamten Spieljahres (1. Juli bis 30. Juni) nicht älter als 23 Jahre sind; ergänzend dürfen sich drei ältere Spieler gleichzeitig im Spiel befinden. Diese Regelung gilt auch in der 3. Liga. Möchte eine Zweitmannschaft einen Spieler aus der ersten Mannschaft einsetzen, so gilt Folgendes: „Stammspieler“ der ersten dürfen nicht in der zweiten Mannschaft eingesetzt werden. Als „Stammspieler“ gilt, wer „nach dem fünften Meisterschaftsspiel der Lizenzspieler-Mannschaft zum jeweiligen Zeitpunkt in mehr als der Hälfte der bis dahin ausgetragenen Pflichtspiele (Meisterschaft und Pokal) der Lizenzspieler-Mannschaft seines Vereins eingesetzt worden ist, unabhängig von der Dauer des Einsatzes.“
Die Zweitmannschaften können nicht in die 2. Bundesliga aufsteigen und dürfen seit der Saison 2008/09 nicht mehr am DFB-Pokal teilnehmen.
In der Geschichte der 3. Liga nahmen lediglich in der Saison 2018/19 keine Zweitmannschaften teil. Die höchste Anzahl von vier Zweitmannschaften wurde in der Saison 2009/10 erreicht. 2020 wurde zum bisher einzigen Mal eine Zweitmannschaft Drittligameister, nämlich die des FC Bayern München. Es war zudem das erste Mal, dass eine Zweitmannschaft einen direkten Aufstiegsplatz einnahm, wodurch sich dieser und der Relegationsplatz um einen Platz verschoben. Dieser Fall trat erneut in der Saison 2022/23 ein, als die Zweitmannschaft des SC Freiburg Vizemeister wurde.
In der Saison 2024/25 stellte mit Hannover 96 zum bisher einzigen Mal ein Zweitligist eine Zweitvertretung in der 3. Liga.
Folgende Vereine stellten bisher Zweitmannschaften in der 3. Liga:
- VfB Stuttgart (10 Teilnahmen): 2008/09, 2009/10, 2010/11, 2011/12, 2012/13, 2013/14, 2014/15, 2015/16, 2024/25, 2025/26
- Borussia Dortmund (8): 2009/10, 2012/13, 2013/14, 2014/15, 2021/22, 2022/23, 2023/24, 2024/25
- Werder Bremen (7): 2008/09, 2009/10, 2010/11, 2011/12, 2015/16, 2016/17, 2017/18
- FC Bayern München (5): 2008/09, 2009/10, 2010/11, 2019/20, 2020/21
- SC Freiburg (3): 2021/22, 2022/23, 2023/24
- 1. FSV Mainz 05 (3): 2014/15, 2015/16, 2016/17
- Hannover 96 (1): 2024/25
- TSG 1899 Hoffenheim (1): 2025/26

## Vereine
Seit der Gründung der 3. Liga im Jahr 2008 spielten insgesamt 67 Vereine in dieser Spielklasse. Erstmals in der Liga vertreten waren in der Saison 2022/23 der VfB Oldenburg, die SpVgg Bayreuth und Rot-Weiss Essen, in der Saison 2023/24 feierte der SSV Ulm 1846 seine Premiere. Der letzte Verein, der seit Gründung 2008 ununterbrochen in der 3. Liga vertreten war, ist der 2018 abgestiegene FC Rot-Weiß Erfurt. Die Rolle des am längsten ununterbrochen verbliebenen Vereines in der 3. Liga hat derzeit (April 2025) der TSV 1860 München, welcher seit der Saison 2018/19 durchgehend in dieser Spielklasse spielt. Der Verein mit den aktuell meisten – 13 – Spielzeiten in der 3. Liga ist der SV Wehen Wiesbaden, der damit außerdem die Ewige Tabelle der 3. Fußball-Liga anführt.

## Wirtschaft
Der Jahresumsatz in der Saison 2023/24 betrug 291,61 Millionen Euro. Somit erwirtschafteten die 18 berücksichtigten Vereine der 3. Liga (ohne Borussia Dortmund II und SC Freiburg II) so viel wie nie zuvor in einer Drittligaspielzeit. Allerdings investierten die Klubs auch über 300 Mio. Euro, wonach zumindest die Hälfte davon auch eine positive Jahresbilanz aufwies. Damit zusammenhängend erwähnte der ausrichtende DFB hingegen positiv, dass erstmals in der Drittligageschichte kein Teilnehmer unter finanziellen Schwierigkeiten litt oder gar in die Insolvenz gehen musste. Letzteres war zuletzt in der Saison 2021/22 der Fall, als Türkgücü München infolgedessen sogar vorzeitig den Spielbetrieb einstellte.

### Lizenzbedingungen
Neben der sportlichen Qualifikation müssen die betreffenden Vereine auch die vom DFB-Präsidium zwingend vorgeschriebenen wirtschaftlichen und technisch-organisatorischen Voraussetzungen erfüllen. Zu diesen gehört beispielsweise eine Stadionkapazität von mehr als 5.000 Plätzen (seit der Saison 2022/23), auch müssen die Spielstätten über Flutlichtanlagen und Rasenheizungen verfügen.
Bis zur Saison 2022/23 lag die Mindestanzahl an Zuschauerplätzen einer Spielstätte bei 10.000. Diese Anforderung veranlasste immer wieder potenzielle Aufsteiger aus den untergeordneten Regionalligen dazu, keine Lizenzierungsunterlagen einzureichen; so beispielsweise der SV Rödinghausen oder der Berliner AK 07, die beide in deutlich zu kleinen Stadien spielten. Auf der anderen Seite zeigen Fälle wie der des KFC Uerdingen 05, des 1. FC Saarbrücken oder von Türkgücü München, dass auch ein temporärer Spielbetrieb in Ausweichspielstätten ebenso problematisch ist wie die Suche nach einer solchen. So spielten sowohl Türkgücü wie auch Uerdingen in jeweils zwei verschiedenen Ausweichspielstätten, ohne selbst ein eigenes, geeignetes Stadion stellen zu können.
Trainer von Drittligavereinen müssen die Fußballlehrer-Ausbildung absolviert haben, die heute Pro-Lizenz genannt wird. Übungsleiter, die diese Lizenz nicht erlangt haben, dürfen eine Drittligamannschaft höchstens 15 Werktage lang betreuen. Andernfalls fallen in jedem Spiel Strafzahlungen für den betreffenden Verein an den DFB an.

### Übertragungsrechte
Der Medienrechte-Vertrag mit der SportA, der Sportrechte-Agentur der deutschen öffentlich-rechtlichen Sender ARD und ZDF, lief bis zum Ende der Saison 2017/2018. Unter diesem Vertrag übertrugen die ARD und ihre dritten Programme mindestens 100, maximal 120 Partien sowie die Aufstiegsspiele zur 3. Liga live. Weitere Spiele sendeten die dritten Programme per Livestream im Internet. Damit wurden im Schnitt etwa vier Millionen Zuschauer erreicht. Zudem zeigte die ARD-Sportschau samstags von 18 Uhr bis 18.30 Uhr Zusammenfassungen ausgewählter Partien.
Seit Beginn der Saison 2017/2018 überträgt die Telekom sämtliche Spiele für Kunden und Abonnenten als Internet-Livestreams. Von der Saison 2018/2019 bis zur Saison 2021/22 trat ein neuer Vertrag in Kraft, mit dem die SportA und die Telekom gemeinsam die Medienrechte an der 3. Liga hielten. Die ARD und ihre Landesrundfunkanstalten zeigten dann noch 86 Partien aus der 3. Liga sowie die Aufstiegsspiele zur 3. Liga live.
Die Vereine der 3. Liga erhalten seit der Saison 2018/19 jeweils deutlich über eine Million Euro für die Fernsehrechte, etwa 40 Prozent mehr als bisher. Bei der Einführung der 3. Liga hatten die Vereine insgesamt 10 Millionen Euro erhalten.
Seit der Saison 2009/10 betrug die jährliche Ausschüttung 12,8 Millionen Euro. Die zweiten Mannschaften von Profivereinen werden an den Fernsehgeldern nicht beteiligt.

### Zuschauerzahlen
Die Zuschauerzahlen differieren in der dritten Liga sehr stark. Großstädtische Traditionsvereine wie Dynamo Dresden, 1. FC Kaiserslautern, 1. FC Magdeburg, Hansa Rostock, MSV Duisburg, Arminia Bielefeld, Karlsruher SC, Alemannia Aachen, Eintracht Braunschweig, TSV 1860 München und Fortuna Düsseldorf, aber auch der ambitionierte Neuling RB Leipzig hatten häufig einen Zuschauerschnitt von deutlich über 10.000 Zuschauern pro Spiel. Den Höchstwert erzielte Dynamo Dresden mit durchschnittlich 27.500 Zuschauern in der Saison 2015/16. Bei den zweiten Mannschaften von Bundesligisten liegt der Zuschauerschnitt häufig bei weniger als 1500 Zuschauern pro Spiel. Den niedrigsten Wert wies Werder Bremen II in der Saison 2011/12 mit einem Schnitt von 626 auf. In der Saison 2018/19 wurden erstmals mehr als drei Millionen Zuschauer bei einem Schnitt von über 8000 registriert, sechs Vereine erreichten einen fünfstelligen Zuschauerschnitt. Die bisher höchste Zuschauerzahl wurde in der Saison 2023/24 mit knapp 3,7 Millionen erreicht.
| Saison    | Insgesamt | pro Spiel |
| --------- | --------- | --------- |
| 2008/09   | 2.136.190 | 5622      |
| 2009/10   | 1.951.798 | 5136      |
| 2010/11   | 2.125.282 | 5593      |
| 2011/12   | 1.737.336 | 4572      |
| 2012/13   | 2.340.861 | 6160      |
| 2013/14   | 2.321.252 | 6109      |
| 2014/15   | 2.563.562 | 6746      |
| 2015/16   | 2.687.035 | 7071      |
| 2016/17   | 2.268.748 | 5970      |
| 2017/18   | 2.345.390 | 6172      |
| 2018/19   | 3.090.122 | 8132      |
| 2019/20 1 | 2.326.721 | 6123      |
| 2020/21 1 | .0447.903 | 0353      |
| 2021/22   | 2.002.431 | 5855      |
| 2022/23   | 3.115.602 | 8199      |
| 2023/24   | 3.688.800 | 9707      |

Insgesamt hat die 3. Liga Zuschauerzahlen, die vergleichbar sind mit den zweiten Fußballligen in Italien (Serie B), Frankreich (Ligue 2) und Spanien (Segunda División). Nur die drittklassige englische Football League One hat ähnlich hohe oder höhere Zuschauerzahlen.
In der Saison 2014/15 kamen in der 3. Liga erstmals mehr Zuschauer pro Spiel als in der Deutschen Eishockey Liga (DEL). Seitdem lag der Schnitt stets knapp über dem der DEL. Von Anfang an übertrafen die durchschnittlichen Zuschauerzahlen der 3. Liga die der Handball- und der Basketball-Bundesliga.

### Wirtschaftliche Situation der Vereine
Die 3. Liga ist seit ihrer ersten Saison umsatzstärker als die erstklassigen deutschen Ligen in allen anderen Sportarten.
Für eine Reihe von Vereinen endete ihre Teilnahme an der 3. Liga dennoch mit großen finanziellen Problemen. 2009 stiegen die Stuttgarter Kickers ab, nachdem der DFB einen Drei-Punkte-Abzug wegen eines nicht rechtzeitig zurückgezahlten Darlehens verhängt hatte. Zudem mussten die Kickers Emden aus wirtschaftlichen Gründen ihren Antrag auf Erteilung einer Lizenz für die 3. Liga zurückziehen. 2010/11 hatte die Eröffnung eines Insolvenzverfahrens den Zwangsabstieg für Rot Weiss Ahlen zur Folge. In derselben Saison verzichtete die TuS Koblenz wegen Finanzierungsengpässen auf ihr Startrecht für die folgende Drittliga-Spielzeit. 2013 stand Alemannia Aachen nach der Eröffnung eines Insolvenzverfahrens frühzeitig als Absteiger fest und auch den Kickers Offenbach wurde die Drittligalizenz entzogen. 2016/17 stellten der VfR Aalen und der FSV Frankfurt Insolvenzanträge. Beiden Vereinen wurden neun Punkte abgezogen, was für den FSV Frankfurt den Abstieg bedeutete. Im März 2018 stellte der FC Rot-Weiß Erfurt einen Insolvenzantrag, im April folgte der Chemnitzer FC. Beide Vereine stiegen nach einem Abzug von zehn bzw. neun Punkten ab. Der bis dato letzte Drittligist, der einen Antrag auf Eröffnung eines Insolvenzverfahrens stellen musste, war Türkgücü München, das diesen Schritt in der Spielzeit 2021/22 gehen musste. Die Münchner zogen letztendlich auch vorzeitig vom Spielbetrieb zurück, was ein Novum in der Drittligageschichte darstellte. In der Folge mussten 31 Saisonspiele mit Beteiligung des Vereins annulliert werden, was beispielsweise den Aufstiegsaspiranten 1. FC Saarbrücken sechs Zähler kostete.
Der jährliche Durchschnittsverdienst eines Drittligaspielers wurde für 2019/20 mit rund 120.000 Euro angegeben.

### Financial Fairplay und Nachwuchsförderung
Um die wirtschaftliche Situation der Drittligisten zu verbessern, beschloss der DFB im September 2018 die Einführung des sogenannten Financial Fairplays in der 3. Liga sowie eines Nachwuchsförderungstopfes, um auch die Talentförderung zu stärken. Insgesamt sollten so etwa 3,5 Millionen Euro an die Vereine ausgeschüttet werden. Bis zu 550.000 Euro sollten zu gleichen Teilen unter Klubs mit „positivem Saisonergebnis“ sowie Vereinen, die „ihr angepeiltes Saisonziel erreicht oder sogar übertroffen haben“, verteilt werden. Weitere 2,95 Millionen Euro sollten in die Nachwuchsförderung der Teilnehmer fließen, wobei sich der Einsatz von U-21-Spielern mit deutscher Staatsangehörigkeit positiv auf die Verteilungsquote je Klub auswirkte.
Die Ausschüttung der Töpfe erfolgt seitdem jeweils im September nach Ablauf einer Spielzeit. Bei der ersten Ausschüttung erhielt Hansa Rostock nach einem Umsatzrekord von 19 Millionen Euro in der Saison 2018/19 für die Spitzenposition in den Kategorien „Positives Jahresergebnis“ und „Planqualität“ den höchsten Betrag ausbezahlt.

## Saisonbilanzen

### Auf- und Absteiger aus der 3. Liga
| Saison  | Aufsteiger in die 2. Bundesliga                               | Absteiger in die Regionalligen                                                   |
| ------- | ------------------------------------------------------------- | -------------------------------------------------------------------------------- |
| 2008/09 | 1. FC Union Berlin, Fortuna Düsseldorf, SC Paderborn 07       | Kickers Emden (Abstieg in die Oberliga) 2, VfR Aalen, Stuttgarter Kickers        |
| 2009/10 | VfL Osnabrück, FC Erzgebirge Aue, FC Ingolstadt 04            | Borussia Dortmund II, Holstein Kiel, Wuppertaler SV                              |
| 2010/11 | Eintracht Braunschweig, Hansa Rostock, Dynamo Dresden         | TuS Koblenz 3, FC Bayern München II, Rot Weiss Ahlen (Abstieg in die Oberliga) 4 |
| 2011/12 | SV Sandhausen, VfR Aalen, SSV Jahn Regensburg                 | FC Carl Zeiss Jena, Rot-Weiß Oberhausen, Werder Bremen II                        |
| 2012/13 | Karlsruher SC, Arminia Bielefeld                              | Kickers Offenbach 5, SV Babelsberg 03, Alemannia Aachen                          |
| 2013/14 | 1. FC Heidenheim, RB Leipzig, SV Darmstadt 98                 | SV Elversberg, Wacker Burghausen, 1. FC Saarbrücken                              |
| 2014/15 | Arminia Bielefeld, MSV Duisburg                               | Borussia Dortmund II, SpVgg Unterhaching, SSV Jahn Regensburg                    |
| 2015/16 | Dynamo Dresden, FC Erzgebirge Aue, Würzburger Kickers         | Stuttgarter Kickers, Energie Cottbus, VfB Stuttgart II                           |
| 2016/17 | MSV Duisburg, Holstein Kiel, SSV Jahn Regensburg              | SC Paderborn 07 6, 1. FSV Mainz 05 II, FSV Frankfurt                             |
| 2017/18 | 1. FC Magdeburg, SC Paderborn 07                              | FC Rot-Weiß Erfurt, Chemnitzer FC, Werder Bremen II                              |
| 2018/19 | VfL Osnabrück, Karlsruher SC, SV Wehen Wiesbaden              | Energie Cottbus, Sportfreunde Lotte, SC Fortuna Köln, VfR Aalen                  |
| 2019/20 | Würzburger Kickers, Eintracht Braunschweig                    | Chemnitzer FC, Preußen Münster, SG Sonnenhof Großaspach, FC Carl Zeiss Jena      |
| 2020/21 | Dynamo Dresden, Hansa Rostock, FC Ingolstadt 04               | KFC Uerdingen 05 7, FC Bayern München II, VfB Lübeck, SpVgg Unterhaching         |
| 2021/22 | 1. FC Magdeburg, Eintracht Braunschweig, 1. FC Kaiserslautern | FC Viktoria 1889 Berlin, Würzburger Kickers, TSV Havelse, Türkgücü München 8     |
| 2022/23 | SV Elversberg, VfL Osnabrück, SV Wehen Wiesbaden              | FSV Zwickau, SpVgg Bayreuth, SV Meppen, VfB Oldenburg                            |
| 2023/24 | SSV Ulm 1846, Preußen Münster, SSV Jahn Regensburg            | Hallescher FC, MSV Duisburg, VfB Lübeck, SC Freiburg II                          |
| 2024/25 | Arminia Bielefeld, Dynamo Dresden                             | Borussia Dortmund II, Hannover 96 II, SV Sandhausen, SpVgg Unterhaching          |

Siehe auch: Aufstieg zur 2. Fußball-Bundesliga

### Auf- und Absteiger in die 3. Liga
| Saison  | Absteiger aus der 2. Bundesliga                           | Aufsteiger aus den Regionalligen                                                                               |
| ------- | --------------------------------------------------------- | --- |
| 2008/09 | VfL Osnabrück, FC Ingolstadt 04, SV Wehen Wiesbaden       | Holstein Kiel (Nord), 1. FC Heidenheim (Süd), Borussia Dortmund II (West)                                      |
| 2009/10 | Hansa Rostock, TuS Koblenz, Rot Weiss Ahlen               | SV Babelsberg 03 (Nord), VfR Aalen (Süd), 1. FC Saarbrücken (West)                                             |
| 2010/11 | VfL Osnabrück, Rot-Weiß Oberhausen, Arminia Bielefeld     | Chemnitzer FC (Nord), SV Darmstadt 98 (Süd), Preußen Münster (West)                                            |
| 2011/12 | Karlsruher SC, Alemannia Aachen, Hansa Rostock            | Hallescher FC (Nord), Stuttgarter Kickers (Süd), Borussia Dortmund II (West)                                   |
| 2012/13 | MSV Duisburg 9, SSV Jahn Regensburg                       | Holstein Kiel (Nord), RB Leipzig (Nordost), SV Elversberg (Südwest)                                            |
| 2013/14 | Arminia Bielefeld, Dynamo Dresden, Energie Cottbus        | SG Sonnenhof Großaspach, 1. FSV Mainz 05 II (beide Südwest), SC Fortuna Köln (West)                            |
| 2014/15 | VfR Aalen, FC Erzgebirge Aue                              | Werder Bremen II (Nord), 1. FC Magdeburg (Nordost), Würzburger Kickers (Bayern)                                |
| 2015/16 | SC Paderborn 07, FSV Frankfurt, MSV Duisburg              | SSV Jahn Regensburg (Bayern), FSV Zwickau (Nordost), Sportfreunde Lotte (West)                                 |
| 2016/17 | Karlsruher SC, Würzburger Kickers, TSV 1860 München 10    | SV Meppen (Nord), SpVgg Unterhaching (Bayern), FC Carl Zeiss Jena (Nordost)                                    |
| 2017/18 | 1. FC Kaiserslautern, Eintracht Braunschweig              | KFC Uerdingen (West), TSV 1860 München (Bayern), Energie Cottbus (Nordost)                                     |
| 2018/19 | MSV Duisburg, 1. FC Magdeburg, FC Ingolstadt 04           | FC Bayern München II (Bayern), SV Waldhof Mannheim (Südwest), Chemnitzer FC (Nordost), FC Viktoria Köln (West) |
| 2019/20 | SV Wehen Wiesbaden, Dynamo Dresden                        | 1. FC Saarbrücken (Südwest), VfB Lübeck (Nord), Türkgücü München (Bayern), SC Verl (West)                      |
| 2020/21 | Eintracht Braunschweig, Würzburger Kickers, VfL Osnabrück | SC Freiburg II (Südwest), Borussia Dortmund II (West), FC Viktoria 1889 Berlin (Nordost), TSV Havelse (Nord)   |
| 2021/22 | FC Erzgebirge Aue, FC Ingolstadt 04, Dynamo Dresden       | SpVgg Bayreuth (Bayern), SV Elversberg (Südwest), Rot-Weiss Essen (West), VfB Oldenburg (Nord)                 |
| 2022/23 | Arminia Bielefeld, SSV Jahn Regensburg, SV Sandhausen     | SSV Ulm 1846 (Südwest), Preußen Münster (West), VfB Lübeck (Nord), SpVgg Unterhaching (Bayern)                 |
| 2023/24 | SV Wehen Wiesbaden, Hansa Rostock, VfL Osnabrück          | VfB Stuttgart II (Südwest), Alemannia Aachen (West), Energie Cottbus (Nordost), Hannover 96 II (Nord)          |
| 2024/25 | SSV Ulm 1846, SSV Jahn Regensburg                         | TSG 1899 Hoffenheim II (Südwest), MSV Duisburg (West), 1. FC Schweinfurt 05 (Bayern), TSV Havelse (Nord)       |

Siehe auch: Aufstieg zur 3. Fußball-Liga

## Rekorde
Sofern nicht anders angegeben, ist dies der Stand nach der Saison 2023/24
- Anführer der ewigen Tabelle der 3. Liga ist mit Stand vom Saisonende 2023/24 der SV Wehen Wiesbaden mit 726 Punkten vor dem VfL Osnabrück mit 655 Zählern.

### Meister und Tabellenführer
| Rang | Verein                 | Siege | Jahr(e)    |
| ---- | ---------------------- | ----- | ---------- |
| 1    | VfL Osnabrück          | 2     | 2010, 2019 |
|      | Dynamo Dresden         |       | 2016, 2021 |
|      | 1. FC Magdeburg        |       | 2018, 2022 |
|      | Arminia Bielefeld      |       | 2015, 2025 |
| 5    | 1. FC Union Berlin     | 1     | 2009       |
|      | Eintracht Braunschweig |       | 2011       |
|      | SV Sandhausen          |       | 2012       |
|      | Karlsruher SC          |       | 2013       |
|      | 1. FC Heidenheim       |       | 2014       |
|      | MSV Duisburg           |       | 2017       |
|      | FC Bayern München II   |       | 2020       |
|      | SV Elversberg          |       | 2023       |
|      | SSV Ulm 1846           |       | 2024       |

- Der VfL Osnabrück, der 1. FC Magdeburg, Dynamo Dresden und Arminia Bielefeld wurden bislang als einzige Mannschaften je zweimal Drittligameister und sind damit auch Rekordmeister.
- Bisher gab es 40 verschiedene Spitzenreiter. Geteilt wurde die Tabellenführung fünfmal, davon einmal zwischen drei Teams. Die meisten verschiedenen Tabellenführer innerhalb einer Saison gab es in der Saison 2009/10 mit neun.
- Häufigste Tabellenführer waren: Dynamo Dresden (61 Spieltage), VfL Osnabrück (58) und MSV Duisburg (52). Innerhalb einer Spielzeit liegt der Rekord bei 36 Spieltagen auf Platz 1 und wurde ebenfalls von Dynamo Dresden aufgestellt (Saison 2015/16).
- Der Meister mit den wenigsten Tabellenführungen innerhalb einer Spielzeit ist der DSC Arminia Bielefeld (Zwei Spieltage in der Saison 2024/25).
- Der Rekord für die meisten Spielzeiten mit je mindestens einer Tabellenführung hält Wehen Wiesbaden (sechs, einschließlich der Saison 2025/26).
- Häufigster Tabellenführer, der nie aus der 3. Liga aufgestiegen ist, sind die Kickers Offenbach mit 16 Spieltagen in zwei Spielzeiten. Innerhalb einer Spielzeit ist der Nicht-Aufsteiger mit den häufigsten Tabellenführungen der MSV Duisburg (20 in der Saison 2019/20).
- Der Meistertitel der zweiten Mannschaft des FC Bayern in der Saison 2019/20 ist derjenige, der mit der geringsten Punktzahl (65) errungen wurde. Darüber hinaus wurde zuvor noch keine zweite Mannschaft Drittligameister.
- Vier Teams sind nach eigenen Tabellenführungen in derselben Saison noch abgestiegen: Energie Cottbus in den Spielzeiten 2015/16 und 2018/19, Viktoria Berlin in der Saison 2021/22 sowie der SV Sandhausen und Borussia Dortmund II in der Saison 2024/25.
- Drei Mannschaften schafften es, direkt nach dem Aufstieg aus der vierten Liga die Meisterschaft zu gewinnen: Die nicht aufstiegsberechtigte zweite Mannschaft des FC Bayern (2019/20), die SV Elversberg (2022/23) und der SSV Ulm 1846 (2023/24).

### Auf- und Absteiger
- Die meisten Aufstiege (4) aus der Liga verzeichnen Dynamo Dresden (2011, 2016, 2021 und 2025). Gefolgt von Eintracht Braunschweig (2011, 2020 und 2022), der VfL Osnabrück (2010, 2019 und 2023), Jahn Regensburg (2012, 2017 und 2024) und Arminia Bielefeld (2013, 2015 und 2025) mit jeweils drei Aufstiegen. Regensburg ist dies dreimal über die Relegation gelungen. Jeweils zwei Aufstiege schafften neben dem zweifachen Meister 1. FC Magdeburg (2018 und 2022) auch Erzgebirge Aue (2010 und 2016), der MSV Duisburg (2015 und 2017), der SC Paderborn (2009 und 2018), der Karlsruher SC (2013 und 2019), die Würzburger Kickers (2016 und 2020), Hansa Rostock (2011 und 2021), der FC Ingolstadt (2010 und 2021) und Wehen Wiesbaden (2019 und 2023). Auch hier schafften Ingolstadt und Wiesbaden es zweimal über die Relegation
- Die meisten Abstiege (3) mussten die Reservemannschaft von Borussia Dortmund (2010, 2015 und 2025) und die SpVgg Unterhaching (2015, 2021 und 2025) hinnehmen. Zweimal abgestiegen sind neben den zweiten Mannschaften von Bayern München (2011 und 2021) und Werder Bremen (2012 und 2018) auch die Stuttgarter Kickers (2009 und 2016), der VfR Aalen (2009 und 2019), der FC Carl Zeiss Jena (2012 und 2020) Energie Cottbus (2016 und 2019), der Chemnitzer FC (2018 und 2020) und der VfB Lübeck (2021 und 2024).
- Sieben Teams sind jeweils mindestens einmal aus der 3. Liga in die 2. Bundesliga auf- und in die Regionalliga abgestiegen: Der VfR Aalen, Jahn Regensburg, die Würzburger Kickers, die SV Elversberg, der MSV Duisburg, der SC Preußen Münster und der SV Sandhausen. Auch der SC Paderborn wäre hier zu nennen gewesen, wenn der Abstieg 2016/17 durch den Lizenzentzug von 1860 München nicht verhindert worden wäre. Zudem war Bayern München II (Absteiger 2011) trotz des Meistertitels 2020 nicht aufstiegsberechtigt.
- Sechs Mannschaften gelang der Durchmarsch in die 2. Bundesliga: RB Leipzig (2013/14), Würzburger Kickers (2015/16), SSV Jahn Regensburg (2016/17), SV Elversberg (2022/23), SSV Ulm 1846 und Preußen Münster (beide 2023/24).
- Vier Absteiger aus der 2. Bundesliga verfehlten in der 3. Liga erneut den Klassenerhalt: Rot-Weiß Oberhausen (2011/12), Alemannia Aachen (2012/13), der FSV Frankfurt (2016/17) und die Würzburger Kickers (2021/22). Der SC Paderborn verfehlte in der Saison 2016/17 als Absteiger ebenfalls den sportlichen Klassenerhalt, verblieb aufgrund des Lizenzentzugs für 1860 München aber in der Liga. Hingegen hielt TuS Koblenz in der Saison 2010/11 zwar die Klasse, stellte aber keinen Lizenzantrag für die Folgesaison. Ebenfalls in der Spielzeit 2010/11 wurde Rot-Weiss Ahlen nach Abschluss der Saison auf den letzten Platz zurückversetzt.
- Jahn Regensburg schaffte in der Saison 2011/12 mit der bisher geringsten Punktzahl (61 Punkte) über die Relegation den Aufstieg in die 2. Bundesliga. Die 72 Punkte von Preußen Münster und dem 1. FC Heidenheim in der Saison 2012/13 sind hingegen die höchste Punktzahl, die nicht zum Aufstieg gereicht hat.
- Mit 45 Punkten in der Saison 2018/19 ist Energie Cottbus der punktbeste Absteiger. Lediglich 37 Punkte reichten dem VfL Osnabrück 2017/18 hingegen für den Klassenerhalt.
- Der FC Bayern München II musste als bislang einziger Drittligameister in der Folgesaison den Abstieg hinnehmen.

### Saison- und Jahresrekorde
- Die besten Saisonbilanzen in der 3. Liga erreichten Eintracht Braunschweig in der Saison 2010/11 mit 85 Punkten (26 Siege, sieben Unentschieden und 5 Niederlagen) und der 1. FC Magdeburg in der Saison 2017/18 mit 85 Punkten (27 Siegen, vier Unentschieden und sieben Niederlagen).
- Die Mannschaft mit den meisten Siegen in einer Saison ist der 1. FC Magdeburg (27 Siege in der Saison 2017/18).
- Die Mannschaft mit den wenigsten Niederlagen in einer Saison ist Dynamo Dresden (zwei Niederlagen in der Saison 2015/16).
- Die Mannschaft mit den meisten Toren in einer Saison ist der SC Paderborn 07 (90 Tore in der Saison 2017/18).
- Die Mannschaft mit den wenigsten Gegentoren in einer Saison ist der FC Erzgebirge Aue (21 Gegentore in der Saison 2015/16).
- Die Mannschaft mit den meisten Unentschieden in einer Saison ist der 1. FC Kaiserslautern (19 Unentschieden in der Saison 2020/21).
- Die beste Heimbilanz hatte Eintracht Braunschweig in der Saison 2010/11 mit 49 Punkten. Der MSV Duisburg (Saison 2014/15) und der FC Erzgebirge Aue (2015/16) sind hingegen bislang die einzigen Mannschaften, die in einer Saison daheim unbesiegt blieben.
- Die besten Auswärtsteams waren mit jeweils 38 Punkten der 1. FC Heidenheim (in der Saison 2013/14) und der SC Paderborn (in der Saison 2017/18).
- Die beste Hinrunde spielte der 1. FC Heidenheim (45 Punkte in der Hinrunde der Saison 2013/14).
- Die beste Rückrunde spielte der Karlsruher SC (45 Punkte in der Rückrunde der Saison 2012/13).
- Die schlechteste Saisonbilanz in der 3. Liga mit 22 Punkten erreichte Werder Bremen II in der Saison 2011/12. Zwar beendete Rot-Weiß Erfurt die Saison 2017/18 mit nur 13 Punkten, hat dabei aber zehn Punkte Abzug erhalten.
- Die Mannschaft mit den wenigsten Siegen in einer Saison ist Werder Bremen II (vier Siege in der Saison 2011/12).
- Die Mannschaften mit den meisten Niederlagen in einer Saison sind Rot-Weiß Erfurt (in der Saison 2017/18) und FC Carl Zeiss Jena (in der Saison 2019/20) mit jeweils 25 Niederlagen.
- Die Mannschaft mit den wenigsten Toren in einer Saison ist Rot-Weiß Erfurt (26 Tore in der Saison 2017/18).
- Die Mannschaft mit den meisten Gegentoren in einer Saison ist Carl Zeiss Jena (85 Gegentore in der Saison 2019/20).
- Die schlechteste Heimbilanz hatte der FC Carl Zeiss Jena (12 Punkte in der Saison 2019/20) vorzuweisen.
- Das schlechteste Auswärtsteam war der SSV Jahn Regensburg (5 Punkte in der Saison 2014/15).
- Die schlechteste Hinrunde spielten mit jeweils 12 Punkten Jahn Regensburg (in der Saison 2014/15), Rot-Weiß Erfurt (in der Saison 2017/18) und Carl Zeiss Jena (in der Saison 2019/20).
- Die schlechteste Rückrunde spielten mit jeweils 8 Punkten Werder Bremen II (in der Saison 2011/12), FSV Frankfurt (in der Saison 2016/17) und der SV Sandhausen (in der Saison 2024/25).
- Die meisten Punkte (89) in einem Kalenderjahr sammelte Dynamo Dresden im Jahr 2023. Die Sachsen überboten somit die bisherige Höchstmarke des 1. FC Heidenheim aus dem Jahr 2013.[47][48]
- Der SC Freiburg II sammelte in der Spielzeit 2022/23 73 Punkte und somit so viele wie keine zweite Mannschaft in der 3. Liga zuvor.[49]

### Serien
- Die längsten Siegesserien mit jeweils zehn gewonnenen Spielen hintereinander erreichten der 1. FC Magdeburg in den letzten zehn Partien der Saison 2017/18 und der SSV Jahn Regensburg (8.–17. Spieltag) in der Saison 2023/24, sowie der Karlsruher SC in der Saison 2012/13 (12. + 15.–23. Spieltag; die Partie des 12. Spieltages wurde zwischen die Spieltage 14 und 15 verlegt).[50][51]
- Die längsten Serien ohne Niederlage schafften mit 21 Spielen der 1. FC Saarbrücken (vom 29. Spieltag der Saison 2010/11 bis zum 11. Spieltag der Saison 2011/12) und der Karlsruher SC (vom 12.–32. Spieltag der Saison 2017/18).
- Die längste Niederlagenserie mit neun verlorenen Spielen hintereinander musste Werder Bremen II in den letzten neuen Partien der Saison 2011/12 verkraften.
- Die meisten aufeinanderfolgenden Spiele ohne Sieg (28) absolvierte ebenfalls Werder Bremen II (5.–32. Spieltag der Abstiegssaison 2017/18).[52]
- Die meisten aufeinanderfolgenden Unentschieden (7) erreichten der SV Wehen Wiesbaden 2012/13 und die SpVgg Unterhaching in der Saison 2018/19.[53]
- Den Startrekord mit fünf Siegen in Folge schafften Kickers Offenbach in der Saison 2010/11 und der TSV 1860 München in der Saison 2022/23.
- Den Startrekord mit fünf Partien in Folge ohne Gegentor stellte der 1. FC Saarbrücken 2022/23 auf.[54]
- Die meisten Niederlagen (7) vom Saisonstart weg musste der TSV Havelse in der Spielzeit 2021/22 hinnehmen.[55]
- Die meisten aufeinanderfolgenden Spielzeiten (12) absolvierte der Hallesche FC. Der Verein gehörte seit dem Aufstieg zur Saison 2012/13 bis zum Frühjahr 2024 der Liga an.[56]

### Spiele und Spieltage
- Die meisten Tore in einer Saison fielen mit 1.137 in der Saison 2019/20 (Durchschnitt 2,99 je Spiel). Die Spielzeit 2016/17 war mit 911 Toren (Durchschnitt 2,4 je Spiel) die bisher torärmste.
- Mit 47 Treffern (4,7 pro Spiel) war der 6. Spieltag der Saison 2019/20 der torreichste der Ligageschichte.[57] Am 38. Spieltag der Saison 2021/22 wurden in neun Partien 43 Tore erzielt, was die Rekordquote von 4,78 Toren pro Spiel bedeutet. Nur zehn Treffer fielen hingegen am 20. Spieltag der Saison 2008/09.
- Die torreichsten Spiele mit jeweils zehn Treffern waren
  - das 5:5 von Eintracht Braunschweig gegen Fortuna Düsseldorf am 35. Spieltag der Saison 2008/09 sowie
  - das 4:6 des SV Sandhausen gegen den FC Erzgebirge Aue am 18. Spieltag der Saison 2024/25.
- Die höchsten Siege waren die 7:0-Erfolge
  - des 1. FC Saarbrücken beim FC Carl Zeiss Jena am 11. August 2010
  - des SV Wehen Wiesbaden bei Fortuna Köln am 4. November 2018
  - des SV Waldhof Mannheim gegen die TSV Havelse am 14. Mai 2022
  - des FSV Zwickau gegen die Würzburger Kickers am 14. Mai 2022
- Die meisten Platzverweise (3) gab es in insgesamt elf Spielen. Drei Mal glatt Rot sahen Spieler in den Begegnungen SV Babelsberg 03 gegen SV Darmstadt 98 (17. Spieltag der Saison 2011/12) und VfR Aalen gegen Preußen Münster (12. Spieltag der Saison 2015/16).
- Mit jeweils 13 Verwarnungen sind die Begegnungen des TSV 1860 München mit dem 1. FC Magdeburg (25. Spieltag der Saison 2019/20) und eine Woche später mit dem Chemnitzer FC die Spiele mit den meisten gelben Karten.

### Zuschauer
- Den Zuschauerrekord stellte mit 50.095 Besuchern Fortuna Düsseldorf im Spiel gegen Werder Bremen II am 23. Mai 2009 auf.[58]
- Die höchste Besucherzahl an einem Spieltag in der Geschichte der 3. Liga wurde am 30. Spieltag der Saison 2024/25 mit 150.413 Zuschauern erreicht.[59]
- Auch der Zuschauerschnitt von 11.554 war in der Saison 2024/25 so hoch wie nie zuvor. Der bisherige Höchstwert war in der Vorsaison aufgestellt worden und lag bei durchschnittlichen 9.700 Zuschauern.
- Am 35. Spieltag der Saison 2024/25 wurde erstmals in der Geschichte der Liga die Marke von 4 Mio. Zuschauern übertroffen.[60] Nach Saisonende waren es 4.390.493 Gesamtzuschauer gewesen.
- Den höchsten Zuschauerschnitt einer dritthöchsten Spielklasse in Deutschland erreichte Dynamo Dresden in der Saison 2023/24 mit durchschnittlich 28.751 Zuschauern und übertraf mit diesem Schnitt sechs Bundesligisten und zehn Zweitligisten.[61]

### Spieler
Fettgedruckte Spieler waren in der Saison 2024/25 beim fettgedruckten Verein in der 3. Liga aktiv.
| Rang                      | Spieler             | Verein(e) | Spiele |
| ------------------------- | ------------------- | --- | ------ |
| 01                        | Robert Müller       | FC Carl Zeiss Jena, Holstein Kiel, Hansa Rostock, SV Wehen Wiesbaden, VfR Aalen, KFC Uerdingen 05, Energie Cottbus, SpVgg Unterhaching | 347    |
| 02                        | Tim Danneberg       | Eintracht Braunschweig, SV Sandhausen, Holstein Kiel, Chemnitzer FC, VfL Osnabrück                                                     | 332    |
| 03                        | Thomas Geyer        | VfB Stuttgart II, SV Wehen Wiesbaden, VfR Aalen, SSV Ulm 1846                                                                          | 331    |
| 04                        | Markus Schwabl      | VfR Aalen, SpVgg Unterhaching | 326    |
| 05                        | Alf Mintzel         | SV Sandhausen, SV Wehen Wiesbaden | 325    |
| 06                        | Anton Fink          | SpVgg Unterhaching, VfR Aalen, Chemnitzer FC, Karlsruher SC                                                                            | 324    |
| 07                        | David Blacha        | Hansa Rostock, Rot Weiss Ahlen, VfL Osnabrück, SV Wehen Wiesbaden, SV Sandhausen, SV Meppen                                            | 320    |
| 08                        | Marc Heider         | Holstein Kiel, Werder Bremen II, VfL Osnabrück                                                                                         | 314    |
| 09                        | Patrick Göbel       | KFC Uerdingen 05, Würzburger Kickers, FC Rot-Weiß Erfurt, Hallescher FC, FSV Zwickau, Borussia Dortmund II                             | 304    |
| 10                        | Bentley Baxter Bahn | Alemannia Aachen, Stuttgarter Kickers, Waldhof Mannheim, FSV Frankfurt, Hallescher FC, FSV Zwickau, Hansa Rostock                      | 303    |
| Stand: Saisonende 2024/25 |                     | |        |

| Rang                      | Spieler           | Verein | Tore |
| ------------------------- | ----------------- | --- | ---- |
| 1                         | Anton Fink        | SpVgg Unterhaching, VfR Aalen, Chemnitzer FC, Karlsruher SC                                                                   | 1360 |
| 2                         | Zlatko Janjić     | SV Wehen Wiesbaden, MSV Duisburg, SG Sonnenhof Großaspach, SC Verl                                                            | 81   |
| 2                         | Pascal Testroet   | Kickers Offenbach, Arminia Bielefeld, Dynamo Dresden, VfL Osnabrück, Werder Bremen II, FC Ingolstadt 04                       | 81   |
| 4                         | Marcel Bär        | Eintracht Braunschweig, TSV 1860 München, VfR Aalen, FSV Zwickau, FC Erzgebirge Aue                                           | 79   |
| 5                         | Adriano Grimaldi  | SV Sandhausen, VfL Osnabrück, Preußen Münster, TSV 1860 München, KFC Uerdingen 05, 1. FC Saarbrücken                          | 75   |
| 6                         | Marcel Ziemer     | SV Wehen Wiesbaden, 1. FC Saarbrücken, Hansa Rostock                                                                          | 74   |
| 7                         | Manuel Schäffler  | Holstein Kiel, SV Wehen Wiesbaden, Dynamo Dresden                                                                             | 71   |
| 8                         | Dominic Baumann   | Dynamo Dresden, Würzburger Kickers, Hallescher FC, FSV Zwickau, SV Sandhausen                                                 | 70   |
| 8                         | Soufian Benyamina | FC Carl Zeiss Jena, VfB Stuttgart II, Preußen Münster, SV Wehen Wiesbaden, Hansa Rostock, VfB Lübeck, FC Viktoria 1889 Berlin | 70   |
| 8                         | Marc Schnatterer  | 1. FC Heidenheim, SV Waldhof Mannheim                                                                                         | 70   |
| Stand: Saisonende 2024/25 |                   | |      |

- Die meisten Tore in einer Saison (27) erzielte Dominik Stroh-Engel vom SV Darmstadt 98 in der Saison 2013/14.
- Die meisten Tore (4) innerhalb eines Spiels erzielten:
  - Salvatore Amirante vom FC Carl Zeiss Jena am 9. August 2009 beim 6:0 gegen den FC Bayern München II
  - Marcel Reichwein vom FC Rot-Weiß Erfurt am 17. März 2012 beim 4:2 gegen den SV Sandhausen
  - Dominik Stroh-Engel vom SV Darmstadt 98 am 21. September 2013 beim 6:0 gegen Hansa Rostock
  - Marcel Ziemer von Hansa Rostock am 23. August 2014 beim 4:4 beim SSV Jahn Regensburg
  - Timmy Thiele vom FC Carl Zeiss Jena am 16. Dezember 2017 beim 4:3 gegen den SV Wehen Wiesbaden
  - Michele Rizzi von Preußen Münster am 3. Februar 2018 beim 4:2 bei Werder Bremen II
  - Manuel Schäffler vom SV Wehen Wiesbaden am 4. November 2018 beim 7:0 beim SC Fortuna Köln
  - Dennis Dressel vom TSV 1860 München am 7. November 2020 beim 6:1 gegen den Halleschen FC
  - Mathias Fetsch von der SpVgg Unterhaching am 4. Oktober 2023 beim 4:0 gegen Rot-Weiss Essen
  - Timmy Thiele von Energie Cottbus am 28. September 2024 beim 4:1 gegen den 1. FC Saarbrücken; als erstem Drittligaspieler gelang ihm dies somit bereits zum zweiten Mal
- Die meisten direkten Torbeteiligungen (Scorerpunkte) innerhalb einer Saison (laut Transfermarkt.de 43) konnte Barış Atik (1. FC Magdeburg) in der Spielzeit 2021/22 vorweisen.[64][65]
- Das schnellste Tor erzielte Daniel Frahn im Spiel RB Leipzig gegen den VfB Stuttgart II am 9. Spieltag der Saison 2013/14 nach neun Sekunden.
- Der jüngste in der 3. Liga eingesetzte Spieler war mit 16 Jahren und 3 Tagen Gibson Adu (SpVgg Unterhaching); er löste am 26. Spieltag der Saison 2023/24 Abdoulaye Kamara (Borussia Dortmund II) ab, der am 3. Spieltag der Spielzeit 2021/22 mit 16 Jahren und 280 Tagen debütiert hatte.
- Der jüngste Torschütze eines Drittligaspiels war mit 16 Jahren, 1 Monat und 30 Tagen ebenfalls Gibson Adu (SpVgg Unterhaching); er löste am 33. Spieltag David Alaba (FC Bayern München II) ab, der am 6. Spieltag der Spielzeit 2009/10 mit 17 Jahren, 2 Monaten und 5 Tagen getroffen hatte.[66]
- Der älteste in der 3. Liga eingesetzte Spieler war mit 40 Jahren, 3 Monaten und 7 Tagen Branko Okić (VfR Aalen) am 38. Spieltag der Saison 2008/09.
- Der älteste Torschütze der 3. Liga war ebenfalls Branko Okić (VfR Aalen). Das Tor zum 2:2 gegen die SpVgg Unterhaching (2:3) am 19. Spieltag der Saison 2008/09 erzielte er im Alter von 39 Jahren, 9 Monaten und 27 Tagen.
- Felix Göttlicher (SV Sandhausen) wurde bereits in der 9. Minute der Partie gegen den SSV Ulm 1846 am 10. Spieltag der Spielzeit 2023/24 mit Gelb-Rot des Feldes verwiesen. Kein Spieler erhielt in der Drittligahistorie früher die „Ampelkarte“.[67]
- Der SC Freiburg II setzte in der Spielzeit 2023/24 sechs verschiedene Torhüter ein; Benjamin Uphoff, Jaaso Jantunen, Niklas Sauter, Sebastian Hornung, Laurin Mack und Lukas Schneller. Mehr Torhüter spielten bisher für keinen Drittligisten in einer Saison.[68]
- Der VfB Stuttgart II setzte in 38 Spielen 44 verschiedene Spieler ein und somit so viele wie noch kein Verein im deutschen Profifußball zuvor. Die bisherige Bestmarke hatte der FC Schalke 04 (42) in der Bundesligasaison 2020/21 aufgestellt.[69]

## Spieler des Monats/Spieler der Saison
Seit der Saison 2009/10 führt die Internetplattform fussball.de gemeinsam mit dfb.de die Wahl zum „Drittliga-Spieler des Monats“ durch. Dabei nominieren die Trainer der 20 Mannschaften in den Kalendermonaten mit Spielbetrieb insgesamt fünf Spieler, von denen einer per Internet-Abstimmung zum Spieler des Monats gekürt wird. Zum Saisonende stehen die monatlichen Gewinner dann in einer weiteren Internet-Abstimmung zum „Drittliga-Spieler der Saison“ zur Wahl.
| Saison  | 1. Platz                                   | 2. Platz                                   | 3. Platz                                    |
| ------- | ------------------------------------------ | ------------------------------------------ | ------------------------------------------- |
| 2009/10 | Björn Lindemann (VfL Osnabrück)            | Tobias Schweinsteiger (SpVgg Unterhaching) | Najeh Braham (FC Erzgebirge Aue)            |
| 2010/11 | Alexander Esswein (Dynamo Dresden)         | Björn Ziegenbein (Hansa Rostock)           | Dennis Kruppke (Eintracht Braunschweig)     |
| 2011/12 | Fabian Klos (Arminia Bielefeld)            | Anton Fink (Chemnitzer FC)                 | Tobias Schweinsteiger (SSV Jahn Regensburg) |
| 2012/13 | Hakan Çalhanoğlu (Karlsruher SC)           | Ondřej Smetana (Hansa Rostock)             | Koen van der Biezen (Karlsruher SC)         |
| 2013/14 | Dominik Kaiser (RB Leipzig)                | Dominik Stroh-Engel (SV Darmstadt 98)      |                                             |
| 2014/15 | Fabian Klos (Arminia Bielefeld)            | Rafael Kazior (Holstein Kiel)              |                                             |
| 2015/16 | Justin Eilers (Dynamo Dresden)             | Christian Tiffert (FC Erzgebirge Aue)      | Michael Hefele (Dynamo Dresden)             |
| 2016/17 | Fabian Schnellhardt (MSV Duisburg)         | Erik Thommy (SSV Jahn Regensburg)          | Dominick Drexler (Holstein Kiel)            |
| 2017/18 | Philip Türpitz (1. FC Magdeburg)           | Sven Michel (SC Paderborn)                 | Manuel Schäffler (SV Wehen Wiesbaden)       |
| 2018/19 | Marvin Pourié (Karlsruher SC)              | Nils Körber (VfL Osnabrück)                |                                             |
| 2019/20 | Kwasi Okyere Wriedt (FC Bayern München II) | Florian Pick (1. FC Kaiserslautern)        | Deniz Undav (SV Meppen)                     |
| 2020/21 | Sascha Mölders (TSV 1860 München)          | Nicklas Shipnoski (1. FC Saarbrücken)      |                                             |
| 2021/22 | Baris Atik (1. FC Magdeburg)               | Amara Condé (1. FC Magdeburg)              |                                             |
| 2022/23 | Nick Woltemade (SV Elversberg)             | Ahmet Arslan (Dynamo Dresden)              | Ba-Muaka Simakala (VfL Osnabrück)           |
| 2023/24 | Léo Scienza (SSV Ulm 1846)                 | Ole Pohlmann (Borussia Dortmund II)        |                                             |
| 2024/25 | Maël Corboz (Arminia Bielefeld)            | Niklas Hauptmann (Dynamo Dresden)          |                                             |

Die Übersichten der „Spieler des Monats“ befinden sich, falls vorhanden, in den jeweiligen Saisonartikeln.